# St-Jean-Baptiste (Saint-Jean-Saverne)

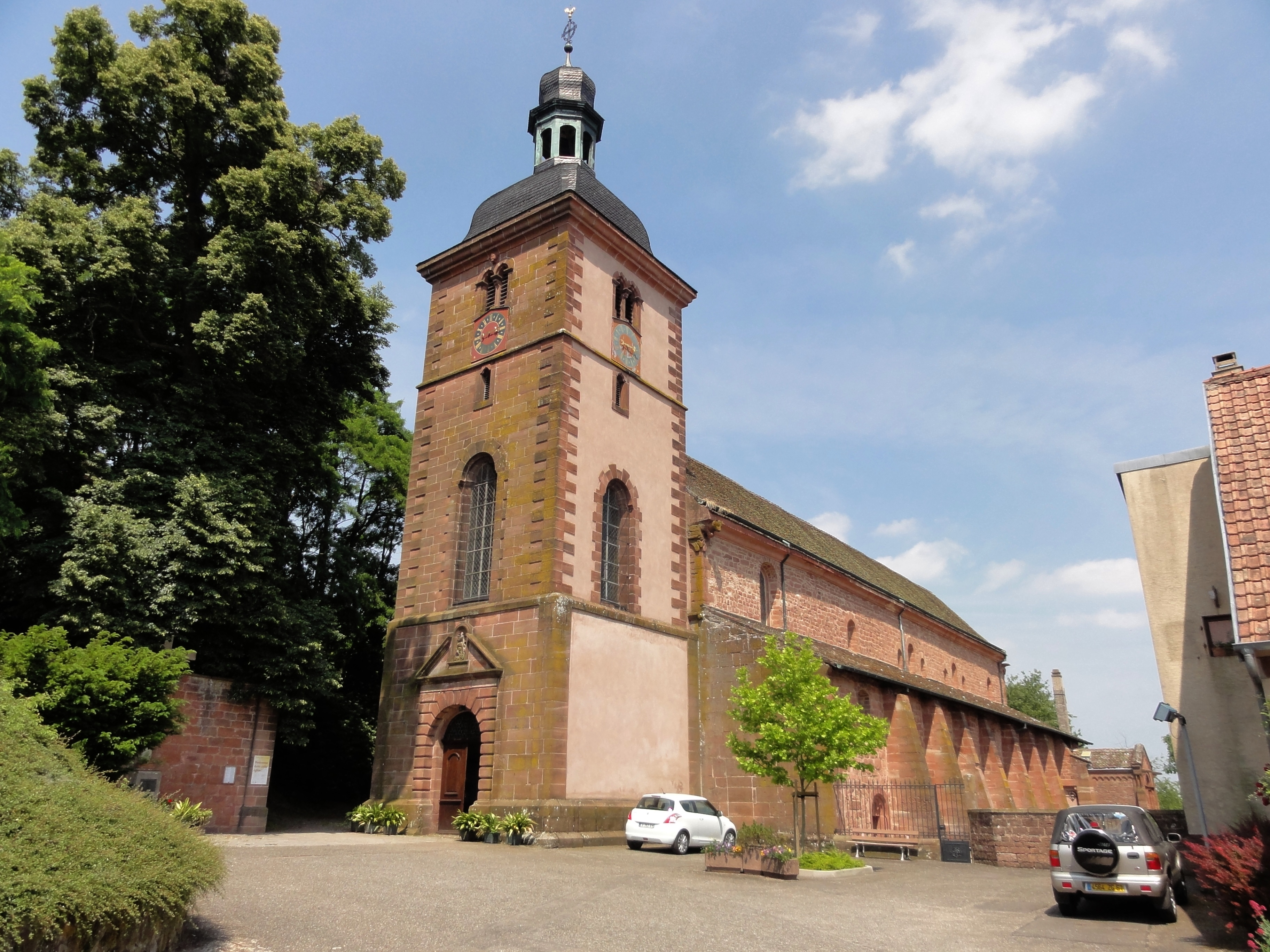
Blick von Südwesten auf die Kirche

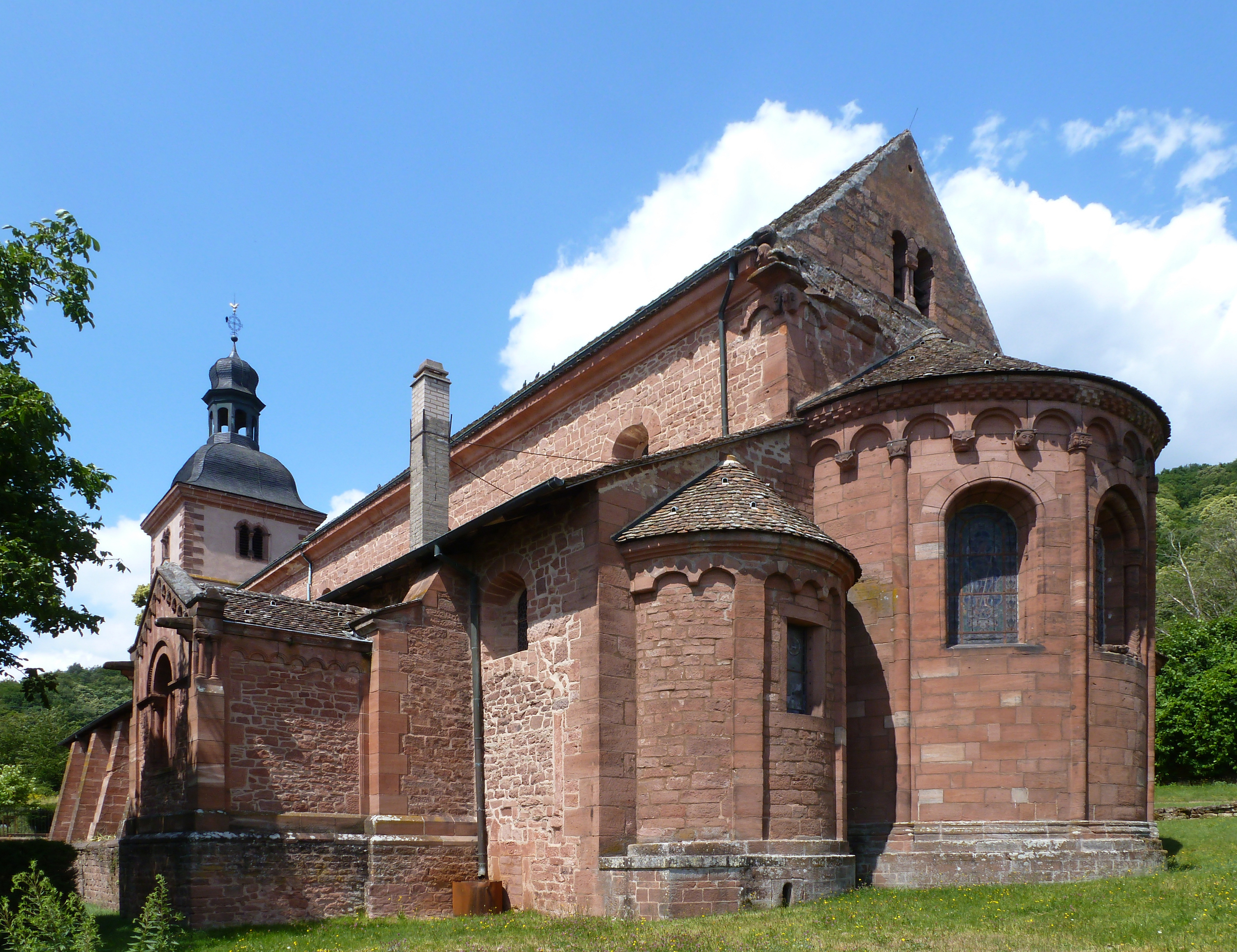
Apsiden und südliches Seitenschiff

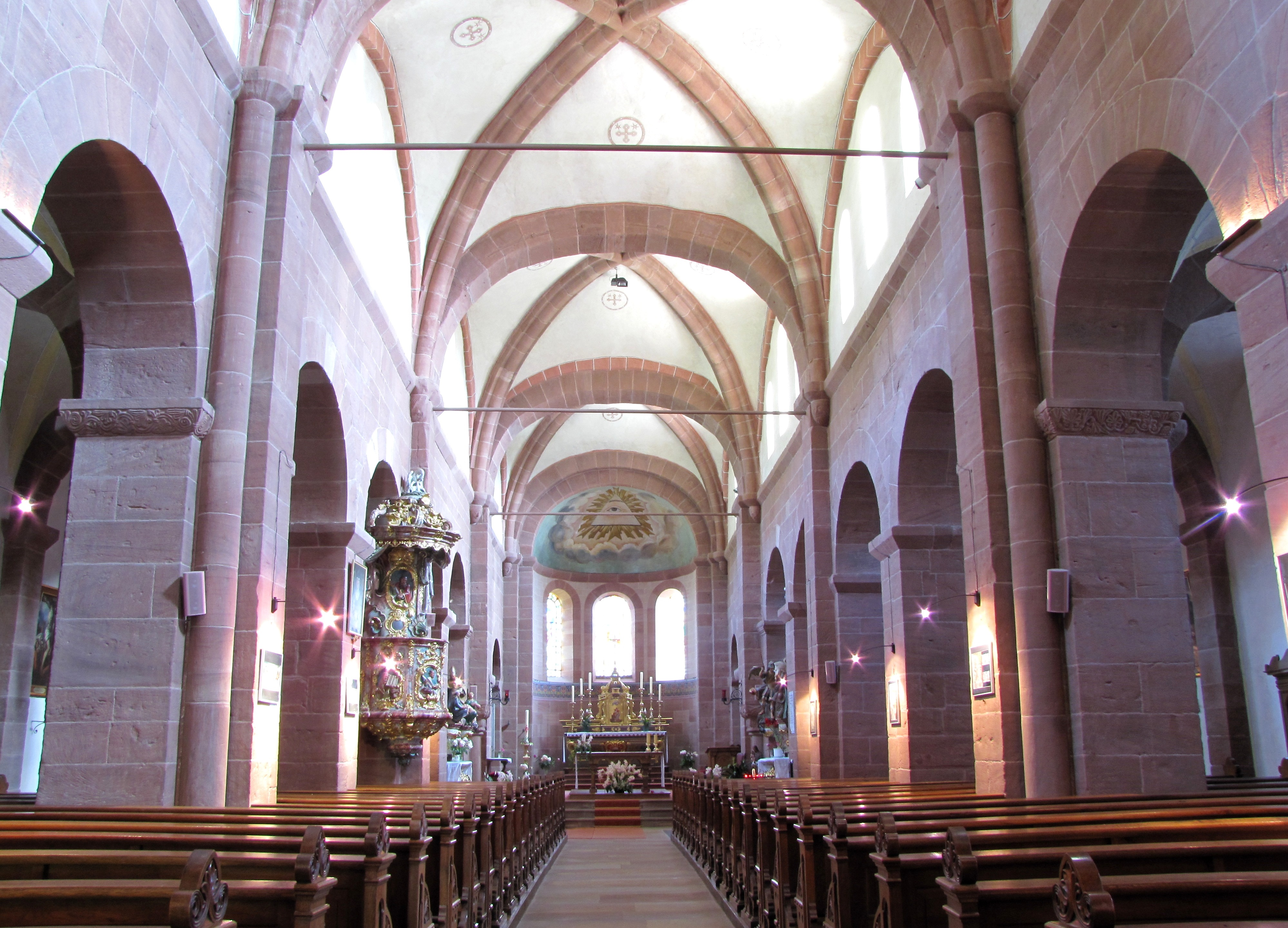
Blick durch das Mittelschiff zum Chor

Saint-Jean-Baptiste (dt.: Johannes der Täufer) ist eine römisch-katholische Kirche in der elsässischen Gemeinde Saint-Jean-Saverne. Sie steht als Monument historique unter Denkmalschutz.

## Geschichte
Peter von Lützerlburg gründete 1126 ein Benediktinerinnenkloster und unterstellte es dem Kloster Sankt Georgen im Schwarzwald. Nach 1127 entstand dann die Klosterkirche St. Johannes der Täufer, die zwischen 1150 und 1160 oder 1170 und 1180 fertiggestellt und erweitert wurde. Die Kirche wurde in der Folgezeit immer wieder verändert. Die Westseite der Kirche hatte wohl ursprünglich zwei Treppentürme. 1729 wurde das Kirchenschiff leicht erhöht, 1733 von Michel Meng ein Turm geschaffen. Die einfachen Strebepfeiler der Seitenschiffe entstanden im 19. Jahrhundert. 

## Architektur

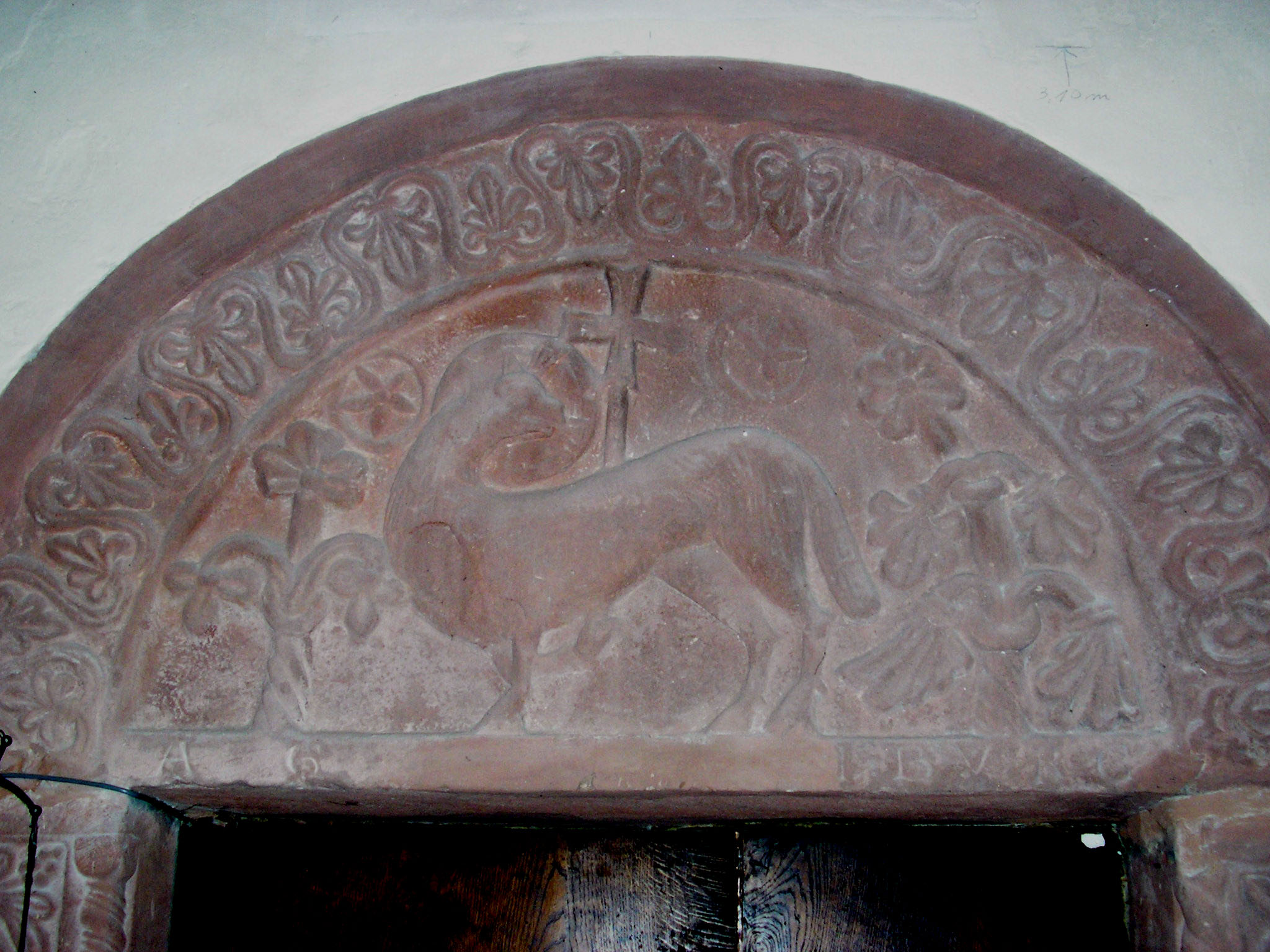
Tympanon romanisch

St-Jean-Baptiste ist die ehemalige Klosterkirche der Abtei. Die Pfeilerbasilika mit Mittelschiff und zwei Seitenschiffen schließt mit drei Apsiden ab. Fünf Doppeljoche überwölben das mittlere Kirchenschiff, zehn einfache die Seitenschiffe. Breite Gurtbögen trennen die Joche. Im Westen schließt sich ein quadratischer Turm mit geschweifter Haube und Laterne an. Die Fenster der Kirche sind vorwiegend mit Rundbögen abgeschlossen. Während Kirchenschiff und Apsiden in Sandstein ausgeführt sind, ist der Turm mit Eckquaderung an den Seiten verputzt. Während die Kirche mit Bruchsteinmauerwerk ausgeführt ist, ist der Turm sorgfältig gequadert. An seiner Westseite sitzt ein Portal mit gesprengtem Dreiecksgiebel, in dessen Zentrum eine Muschelnische mit der barocken Figur einer Muttergottes sitzt. Der Eingang zur Sakristei am südlichen Seitenschiff zeigt im Tympanon eine Agnus-Dei-Darstellung, die vermutlich aus dem 12. Jahrhundert stammt.

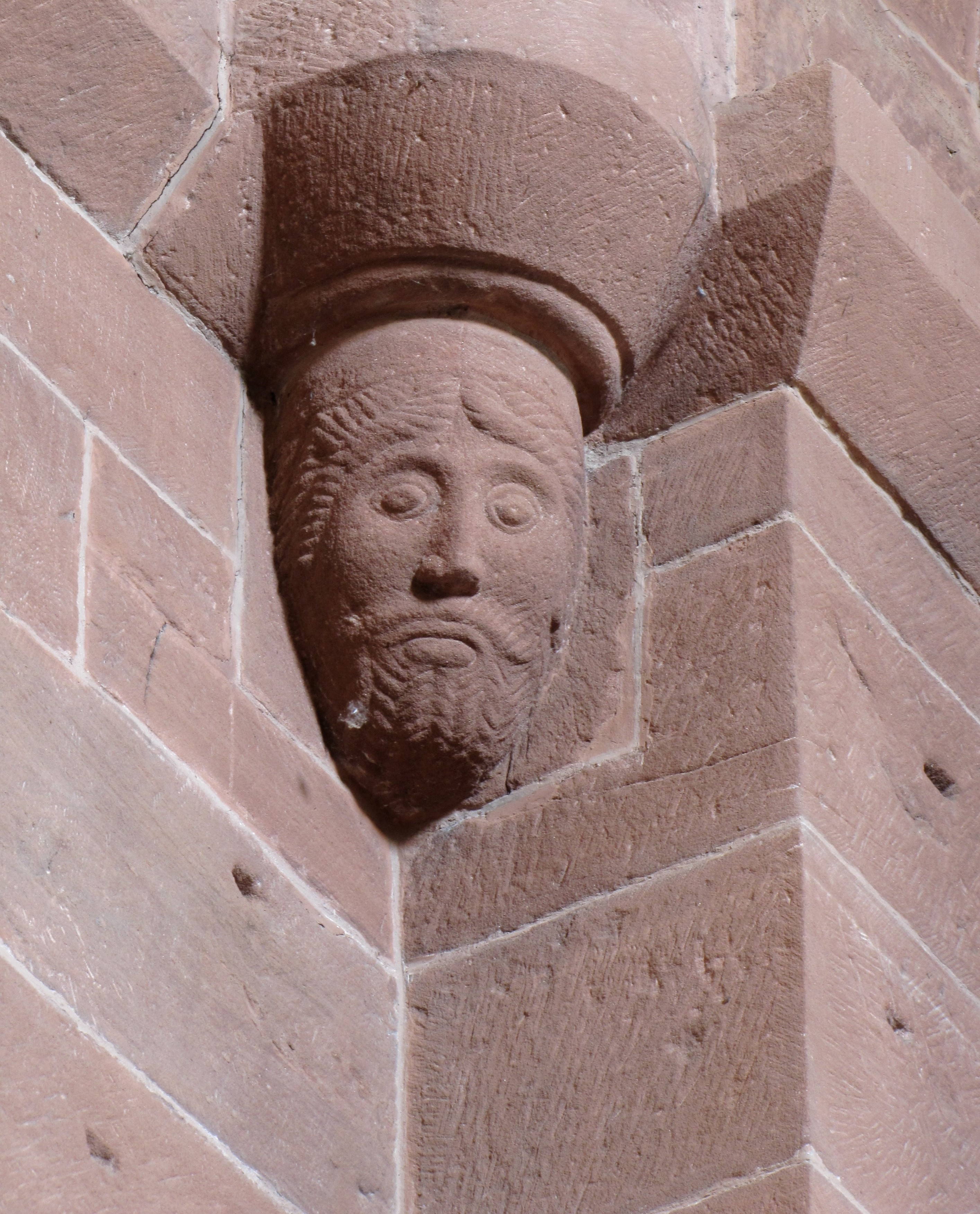
Kragstein romanisch St. Johannes der Täufer mehrfach vertreten

Den Apsiden sind außen halbrunde Lisenen vorgelagert, die Bogenfriese tragen. An der zentralen Apsis tragen außerdem Konsolen mit Tierköpfen und Ornamenten den Fries. Darüber liegen bei den Seitenapsiden profilierte Traufgesimse, an der zentralen Apsis ein Rollenfries. Das Innere der Kirche ist überwiegend in Sandstein gehalten, nur Obergaden und Kreuzrippengewölbe sind verputzt. Rundbögen auf quadratischen Pfeilern trennen Seiten- und Mittelschiffe. Die Gewölbe werden von rechteckigen Diensten getragen, die jeder zweiten Säule vorgelagert sind. In den Obergaden sitzt jeweils zentral ein hohes Fenster, das von zwei niedrigeren Fenstern flankiert wird. Die Apsiskalotte ist ausgemalt mit einem Auge der Vorsehung.

## Ausstattung
Die Ausstattung der Kirche ist nicht mehr im Original vorhanden und stammt überwiegend aus der Zeit des Barock und wurde im 19. Jahrhundert überarbeitet. Dazu gehören Orgelprospekt, Seitenaltäre und die aufwendig mit Rocaille verzierte Kanzel mit Evangelistendarstellungen. Zu den ältesten Stücken sakraler Kunst gehören zehn Wirkteppiche aus dem 15. und 16. Jahrhundert, die als Dorsalen und Paramente dienen. Drei Tapisserien befinden sich heute im Frauenhausmuseum in Straßburg, einer in der Academy of Arts von Honolulu. 
Der Hauptaltar mit Tabernakel und Verkleidung der alten Mensa stammt aus dem Jahr 1763 und wurde von Franz Anton Ketterer geschaffen. Das große Holzkruzifix stammt von 1765. Die beiden Seitenaltäre sind im Barock ausgeführt. Der südliche zeigt eine Figur von Johannes dem Täufer, die nördliche eine Madonna.
Die Orgel stammt aus dem Jahr 1747 und wurde von Johann Andreas Silbermann geschaffen. 1851 und 1903/04 wurde sie im damals zeitgenössischen Geschmack um- und zeitweilig ganz ausgebaut. In den Jahren 2007 bis 2009 ersetzte man sie durch ein modernes Instrument, das barocke Prospekt blieb dabei erhalten.